# دائرة شروين
دائرة شروين هي أحد دوائر ولاية تيميمون الجزائرية. وتضم ثلاث بلديات هي:
- أولاد عيسى
- شروين
- طلمين